# ایچی یاماموتو
ایچی یاماموتو (انگلیسی: Eiichi Yamamoto; ۲۲ نوامبر ۱۹۴۰ – ۷ سپتامبر ۲۰۲۱) کارگردان فیلم، فیلم‌نامه‌نویس، پویانما اهل ژاپن بود.